# 安娜·卡列尼娜 (2012年电影)
《貴族孽緣：安娜．卡列尼娜》是一部2012年英国导演喬·萊特执导的剧情片，改编自列夫·托尔斯泰1877年的同名小说。綺拉·奈特莉、裘德·洛和亞倫·強森主演。本片于2012年多伦多电影节上首映，英国于9月7日、中国大陆于10月16日、美国于11月9日上映。影片被《时代周刊》列为年度十佳电影之一。

## 剧情
故事發生於1874年王室統治下的俄國展開，聰明、美麗女主角安娜·卡列尼娜（綺拉·奈特莉 飾），與高官卡列寧（裘德·洛 飾）婚後育有一子，使她在聖彼得堡的地位有望更上一層樓，幾乎擁有所有人夢寐以求的生活。一天她收到喜愛沾花惹草的兄長奧布朗斯基(馬修·麥費狄恩 飾)來信，乞求她來拯救其瀕危的婚姻，結果在踏上莫斯科旅程時，安娜在火車站邂逅了年輕的軍官華倫斯基（亞倫·強森 飾）。在這趟莫斯科之旅，安娜不單與華倫斯基走得更近，更見證了貴族間混亂不清的愛情關係。回到聖彼得堡後，安娜希望能重回生活正軌，但始終不能忘記那名瀟灑的軍官，最終爆發出震盪當地貴族社區的醜聞，其丈夫卡列寧不得不處理這次事件。為了自己的幸福，安娜肆意揭穿了上流社會的虛偽與壓抑，連串浪漫悲劇不斷上演，徹底改變了她的生命。

## 角色
- 綺拉·奈特莉 飾 安娜·卡列尼娜（Anna Karenina）
- 裘德·洛 飾 Alexei Karenin
- 亞倫·強森 飾 Count Vronsky
- 凱莉·麥唐納 飾 Dolly
- 馬修·麥費狄恩 飾 Oblonsky
- 多姆納爾·格里森 飾 Konstantin Levin
- 露絲·威爾遜 飾 Princess Betsy
- 艾莉西亞·薇坎德 飾 Kitty
- Olivia Williams 飾 Countess Vronskaya
- 米雪·道克利 飾 Princess Myagkaya
- 艾蜜莉·華森 飾 Countess Lydia
- Holliday Grainger 飾 The Baroness
- Shirley Henderson 飾 Meme Kartasov
- 比爾·史柯斯嘉 飾 Captain Machouten
- 卡拉·迪樂芬妮 飾 Princess Sorokina

## 奖项
第70届金球奖
- 最佳原创配乐提名：Dario Marianelli

第66届英国电影学院奖
- 最佳英国电影提名
- 最佳原创音乐提名：达里奥·马里安奈利
- 最佳摄影提名：西穆斯·迈克加维
- 最佳艺术指导提名：Sarah Greenwood、Katie Spencer
- 最佳服装设计：Jacqueline Durran
- 最佳化妆提名：Ivana Primorac

第85届奥斯卡金像奖
- 最佳摄影提名：Seamus McGarvey
- 最佳配乐提名：達利歐·馬里安利
- 最佳服装设计：賈桂琳·杜倫
- 最佳艺术指导提名：莎拉·格林伍德及凯蒂·斯宾塞

欧洲电影奖
- 最佳艺术指导：Sarah Greenwood
- 最佳男主角提名：Jude Law
- 最佳女主角提名：Keira Knightley
- 最佳编剧提名：Tom Stoppard
- 人民选举奖提名

2012年卫星奖
- 最佳女主角提名
- 最佳改编剧本提名
- 最佳艺术指导提名
- 最佳摄影提名：Seamus McGarvey
- 最佳服装设计提名
- 最佳原创配乐提名